# Sänd välsignelsen, sänd den nu
Sänd välsignelsen, sänd den nu är en körsång från 1898 med text och musik av Richard Slater. 

## Publicerad i
- Frälsningsarméns sångbok 1929 som nr 11 i körsångsdelen under rubriken "Bön".
- Frälsningsarméns sångbok 1968 som nr 10 i körsångsdelen under rubriken "Bön".
- Frälsningsarméns sångbok 1990 som nr 772 under rubriken "Bön".